# 麥迪遜帕克 (新澤西州)
麥迪遜帕克（英語：Madison Park）是位於美國新澤西州米德爾塞克斯縣的普查規定居民點。

## 人口
根據2020年美國人口普查的數據，麥迪遜帕克的面積為4.78平方千米，當中陸地面積為4.71平方千米，而水域面積為0.07平方千米。當地共有人口8050人，而人口密度為每平方千米1,684.1人。